# Honeysuckle Rose
«Honeysuckle Rose» (с англ. — «Медоносная роза») — песня 1929 года, написанная Томасом «Фэтсом» Уоллером на слова Энди Разафа. Она была представлена в Офф-Бродвейском ревю 1929 года «Load of Coal» в Connie’s Inn как танцевальный номер — чечётка.
В разное время песню исполняли Флетчер Хендерсон, Каунт Бейси, Милдред Бэйли, Элла Фицджеральд, Коулмен Хокинс, Луи Армстронг, Эрл Хайнс, Бенни Гудман, Луи Джордан, Лина Хорн, Тедди Уилсон, Сара Воан и Анита О’Дэй.
Запись Уоллера 1934 года была включена в Зал славы премии «Грэмми» в 1999 году.